# La Torre Fantasma de Inverness
La Torre Fantasma de Inverness es un módulo de aventura para el juego de rol de fantasía Dungeons & Dragons, ambientado en el escenario de campaña World of Greyhawk del juego. El título del módulo se refiere a una antigua torre mágica ubicada en el sur de las colinas de Abbor-Alz.

## Resumen de la trama
Los jugadores emprenden una búsqueda para encontrar la legendaria Gema del Alma, un artefacto de gran poder. Para entrar a la Torre Fantasma se deberá obtener cuatro llaves.
Inverness fue la fortaleza del gran mago Galap-Dreidel, cuya magia levantó una gran torre de piedra dentro de una fortaleza formidable. La torre fue construida para albergar la posesión más preciada de Galap-Dreidel, una joya misteriosa llamada Gema del Alma, que podría robar la vida de cualquier criatura. Los monstruos y la magia de la torre han resguardado la gema  durante muchos años, pero cuando Galap-Dreidel desaparecio, Inverness fue apoderado y su torre fue destruido.
Nunca se encontró ninguna señal de la Gema del Alma, pero la gente local habla de tener una visión fantasmal de la torre de Inverness en las noches envueltas en niebla. Buscando descubrir dónde estaba escondida la gema, los jugadores descienden debajo de la torre en ruinas y descubren cuatro piezas de metal mágico que se unen para formar una llave. La llave abre las puertas hacia la cámara central debajo de la torre, que sostiene un portal del tiempo que lleva a los personajes de vuelta al tiempo en que la torre de Inverness aun seguía intacto.
Cada nivel de la torre es un guante mortal destinado a destruir a los intrusos. Pasar a través de niveles de aire, tierra, fuego y agua (este último con gravedad inversa) finalmente lleva a los jugadores a la cima de la torre.

### Versión de torneo
Los jugadores pueden elegir uno de los cinco personajes predeterminados enumerados en el módulo. Todos los personajes están en la mazmorra  por varios delitos y se les encarga la tarea de recuperar la gema, estos son los siguientes personajes:
Hodar: un hechicero que practica magia prohibida.
Zinethar: un sacerdote que lideró una revuelta en el templo contra los ciudadanos.
Lembu: un luchador que mató al capitán de la guardia del palacio y a 11 de sus hombres.
Discinque: un ladrón que intentó robar las joyas de la corona.
Li Hon: un monje contratado al servicio del duque por su monasterio.
El Duque, después de proporcionar oro para que los personajes se equipen, también proporciona un objeto mágico (el Amuleto del Recuerdo) que teletransporta al grupo de regreso al Duque, sin importar dónde se encuentren.
Cuando se reúnen y activan las llaves apropiadas de este nivel, el grupo viaja atrás en el tiempo dentro de la Torre, donde aguardan más desafíos.
El nivel final de la torre alberga la gema del alma, que se encuentra detrás de un campo de fuerza que debe romperse antes de que los personajes puedan reclamarla. Si los personajes sobreviven, usan el amuleto para regresar con el duque y quedarse con todos los tesoros que encuentren.

### Versión publicada
Los personajes son contratados por el Duque para recuperar la gema. Además, a diferencia de la versión de torneo, que a menudo establece específicamente cuánto daño reciben los personajes de ciertas acciones, en la versión que no es de torneo, los personajes están sujetos a tiradas de daño aleatorias normales.

## Historial de publicaciones
La aventura fue escrita por Allen Hammack, con arte de Jim Roslof y Erol Otus . El módulo se usó originalmente para el torneo AD&D en Wintercon VIII que tuvo lugar en noviembre de 1979 en Detroit, MI . El módulo tenía una tirada original de 300 copias numeradas a la venta en la convención de 1979 como un conjunto de 40 páginas de hojas sueltas y una bolsa con cierre hermético.
En 1980, la aventura se publicó oficialmente como módulo C2 de AD&D en un folleto de 32 páginas con una carpeta exterior. Esta impresión presentaba una portada roja con una portada en color de Jim Roslof . Los artistas de interiores incluyeron a Jeff Dee, Greg K. Fleming, David S. LaForce, David C. Sutherland III y Erol Otus.
La Torre Fantasma de Inverness también se imprimió como el número 2 de la línea Advanced Dungeons & Dragons Adventure Gamebooks.

## Recepción
La Torre Fantasma de Inverness recibió una buena reacción en su primer lanzamiento, con Jim Bambra de White Dwarf calificándola con un 8/10 en general y calificándola de "aventura que invita a la reflexión" en la que el encuentro final "tendrá a los jugadores sudando en sus asientos mientras luchar para superar el obstáculo final entre ellos y su objetivo!"  En particular, Bambra elogió su énfasis en las habilidades de resolución de problemas en lugar del combate de hack and slash, y señaló que "los encuentros en la torre son interesantes y aumentan en intensidad a medida que los jugadores se acercan a su objetivo".
Lawrence Schick, en su libro Heroic Worlds de 1991, llamó a la Torre Fantasma de Inverness "una mazmorra al revés llena de problemas interesantes ".
La reputación del módulo se ha mantenido en los años transcurridos desde su lanzamiento, y la revista Dungeon lo clasificó como la trigésima aventura más grande de todos los tiempos de Dungeons & Dragons en 2004, en el 30 aniversario del juego Dungeons & Dragons.
Ken Denmead de Wired incluyó el módulo como uno de los "10 principales módulos D&D que encontré almacenados este fin de semana". Según Denmead, "esta mazmorra tiene algunas consecuencias reales, y es fácil ver por qué sugiere jugadores experimentados. Si no tenía una familiaridad pasajera con las formas de lidiar con cosas pequeñas como, por ejemplo, la resurrección o la antigravedad, aprenderá la definición de falla muy rápido.

### Legado
La Torre Fantasma de Inverness también fue mencionada por su nombre completo y ubicación en la película Dungeons & Dragons: Wrath of the Dragon God de 2005.
El Fantasma de Inverness también se ha adaptado a un mod de escenario para el juego en línea Neverwinter Nights y, con menos éxito, como un libro de Super Endless Quest .
En 2003, la campaña RPGA Living Greyhawk lanzó la aventura Return to the Ghost Tower of Inverness . Escrita por Creighton Broadhurst y Steve Pearce, la aventura de cuatro horas hizo avanzar la historia varios años y presentó encuentros basados en lo que quedaría en la torre después de la expedición original.